# Boigny-sur-Bionne
Boigny-sur-Bionne ist eine französische Gemeinde mit 2.106 Einwohnern (Stand: 1. Januar 2022) im Département Loiret in der Region Centre-Val de Loire. Sie gehört zum Arrondissement Orléans und zum Kanton Saint-Jean-de-Braye. Die Einwohner werden Boignaciens genannt.

## Geographie
Boigny-sur-Bionne liegt etwa neun Kilometer ostnordöstlich von Orléans am Flüsschen Bionne. Umgeben wird Boigny-sur-Bionne von den Nachbargemeinden Marigny-les-Usages im Norden, Vennecy im Nordosten, Traînou im Osten, Mardié im Osten und Südosten, Chécy im Süden sowie Saint-Jean-de-Braye im Westen.

## Bevölkerungsentwicklung
| Jahr                       | 1962 | 1968 | 1975 | 1982 | 1990 | 1999 | 2006 | 2018 |
| Einwohner                  | 238  | 276  | 1596 | 1516 | 1619 | 1890 | 2106 | 2111 |
| Quellen: Cassini und INSEE |      |      |      |      |      |      |      |      |

## Sehenswürdigkeiten
- Kirche Saint-Pierre-ès-Liens (Petri Ketten) aus dem 11./12. Jahrhundert, Umbauten aus dem 15. und 18. Jahrhundert
- Schloss Boigny aus dem 12. Jahrhundert
- Schlossruine La Salle
- Schloss La Commanderie
- mittelalterliche Brücke über die Bionne

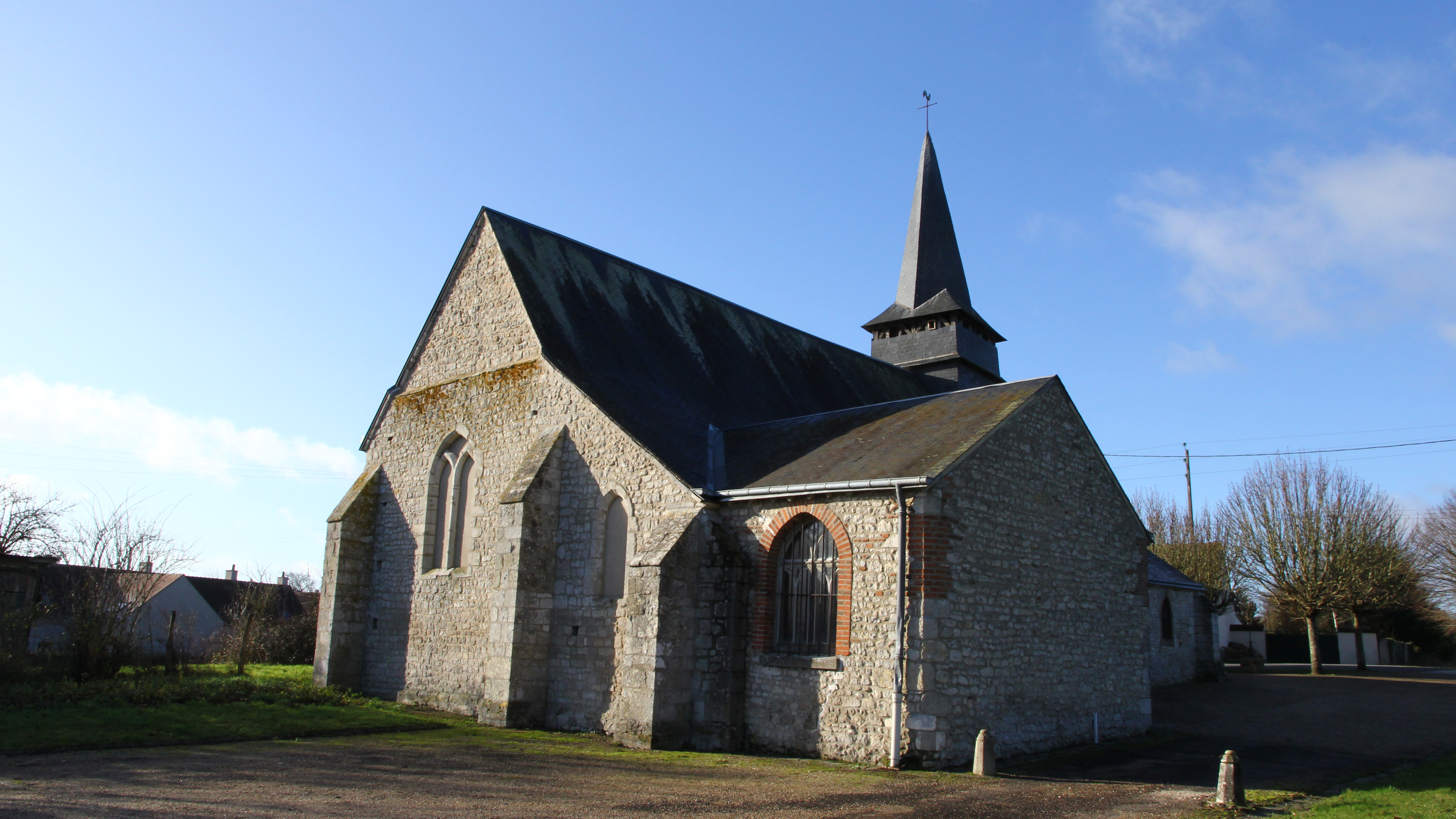
Kirche Saint-Pierre-ès-Liens